# E-Book
E-Book (auch: E-Buch; englisch e-book, ebook) steht für ein elektronisches Buch (englisch electronic book) und bezeichnet Werke in elektronischer Buchform, die auf E-Book-Readern oder mit spezieller Software auf PCs, Tabletcomputern oder Smartphones gelesen werden können. Mit der Verbreitung von E-Book-Readern werden E-Books zunehmend in einem Format angeboten, das sich automatisch an unterschiedliche Bildschirmgrößen anpasst (reflowable content).

## Einteilung

### E-Books mit festem Seitenlayout
E-Books mit festem Seitenlayout werden vor allem in den Bereichen Kinderbücher, Sachbücher und Lehrbücher mit komplexem Layout, Animationen oder interaktiven Funktionen eingesetzt. Bis vor wenigen Jahren kam dafür noch das PDF-Format zum Einsatz. Dieses wurde aber mittlerweile fast vollständig vom EPUB-Standard für festes Seitenlayout bzw. dem ebenfalls auf EPUB basierenden Apple Multi-Touch-Format abgelöst. E-Books mit festem Seitenlayout im EPUB-Format ermöglichen Funktionen wie
- Zoom auf Vollformat
- Vollformatdarstellung
- Integrierte Audio- und Video-Dateien
- Animationen
- Interaktive Funktionen
- Eingebettete Vorlesefunktionen

### E-Books mit anpassbarer Bildschirmdarstellung (reflowable content)
Die meisten heute produzierten E-Books werden im EPUB-Format oder in darauf basierenden herstellerspezifischen Varianten erstellt, die sich automatisch an verschiedene Bildschirmgrößen anpassen. EPUB selbst baut auf den internationalen Standards XHTML (in EPUB 2 XHTML 1.1, in EPUB 3 die XML-Variante von HTML5), CSS und SVG auf. Ein E-Book im EPUB-Format entspricht daher im Grundsatz archivierten Dokumenten in diesen Formaten, analog zu Projekten im Netz. Ähnlich wie sich die Präsentation von Dokumenten in diesen Formaten an die unterschiedlichen Größen und Auflösungen von Bildschirmen anpassen, ist dies damit auch für E-Books im EPUB-Format der Fall. Sie können auf Smartphones, Tablets, Lesegeräten oder Computern gleichermaßen benutzt werden.
Ein weiteres Format ist FictionBook, welches ein eigenes XML-Format ist. Gängige, herstellerspezifische Formate werden zum Beispiel von Amazon verwendet. Diese sind Mobipocket, KF8 und Kombinationen und Variationen dazu, wobei das neueste Format KF8 technisch letztlich mit dem Programm Kindlegen von EPUB vereinfacht abgeleitet wird. Dies ist unmittelbar erkennbar, wenn ein EPUB mit dem Kindlegen ohne Kompression umgewandelt wird und der Quelltext betrachtet wird. Mobipocket enthält im Wesentlichen als Archivformat eine nicht weiter spezifizierte Variante von HTML. Diese Amazon-Formate sind so angelegt, dass diese Werke nicht mit Darstellungsprogrammen präsentierbar sind, welche EPUB interpretieren können, umgekehrt präsentieren Amazon-Darstellungsprogramme und -Geräte auch keine EPUBs. Einige andere Händler oder Geräte-Anbieter bieten Erweiterungen oder Variationen zum Format EPUB an.

### E-Books als PDF
In den Anfängen des E-Books wurden diese noch vielfach direkt auf der Basis des Layouts für Druckausgaben als PDF erstellt. Die Seitenansicht der resultierenden PDF-Datei kann zwar vergrößert oder verkleinert werden, um beispielsweise komplett auf einem Tablet- oder Smartphone-Bildschirm dargestellt zu werden. Dabei werden allerdings auch die Inhalte proportional verkleinert, wodurch diese oft nicht mehr lesbar sind. Vor der Einführung von E-Book-Readern, Tablets und Smartphones war dies kein Problem, da E-Books primär auf großen Computerbildschirmen gelesen wurden. Für die Produktion neuer E-Books spielt PDF aber heute keine Rolle mehr. Sein Einsatz in Zusammenhang mit E-Books beschränkt sich in der Hauptsache auf die digitale Archivierung von Druckausgaben, die nicht als E-Book verfügbar sind.

## Geschichte

### Project Gutenberg
Die Idee, Literatur in elektronischer Form zugänglich zu machen, wurde erstmals im Rahmen des von dem amerikanischen Schriftsteller und Hochschullehrer Michael Stern Hart gegründeten Project Gutenberg realisiert. Seine 1971 veröffentlichte digitalisierte Version der amerikanischen Unabhängigkeitserklärung wird oft als das "erste E-Book" bezeichnet. Aufgrund der begrenzten technischen Möglichkeiten und der einfach gehaltenen Textformatierung kann man allerdings bei den frühen Veröffentlichungen des Project Gutenberg noch nicht von E-Books im heutigen Sinn sprechen. Erst in jüngster Zeit haben dort typische E-Book-Formate wie EPUB oder Mobipocket Einzug gehalten. Im deutschsprachigen Projekt Gutenberg-DE werden einige Texte zudem auch als Handybuch zur Verfügung gestellt.

### eBooks on Demand

Das Logo von EoD

## Lesen

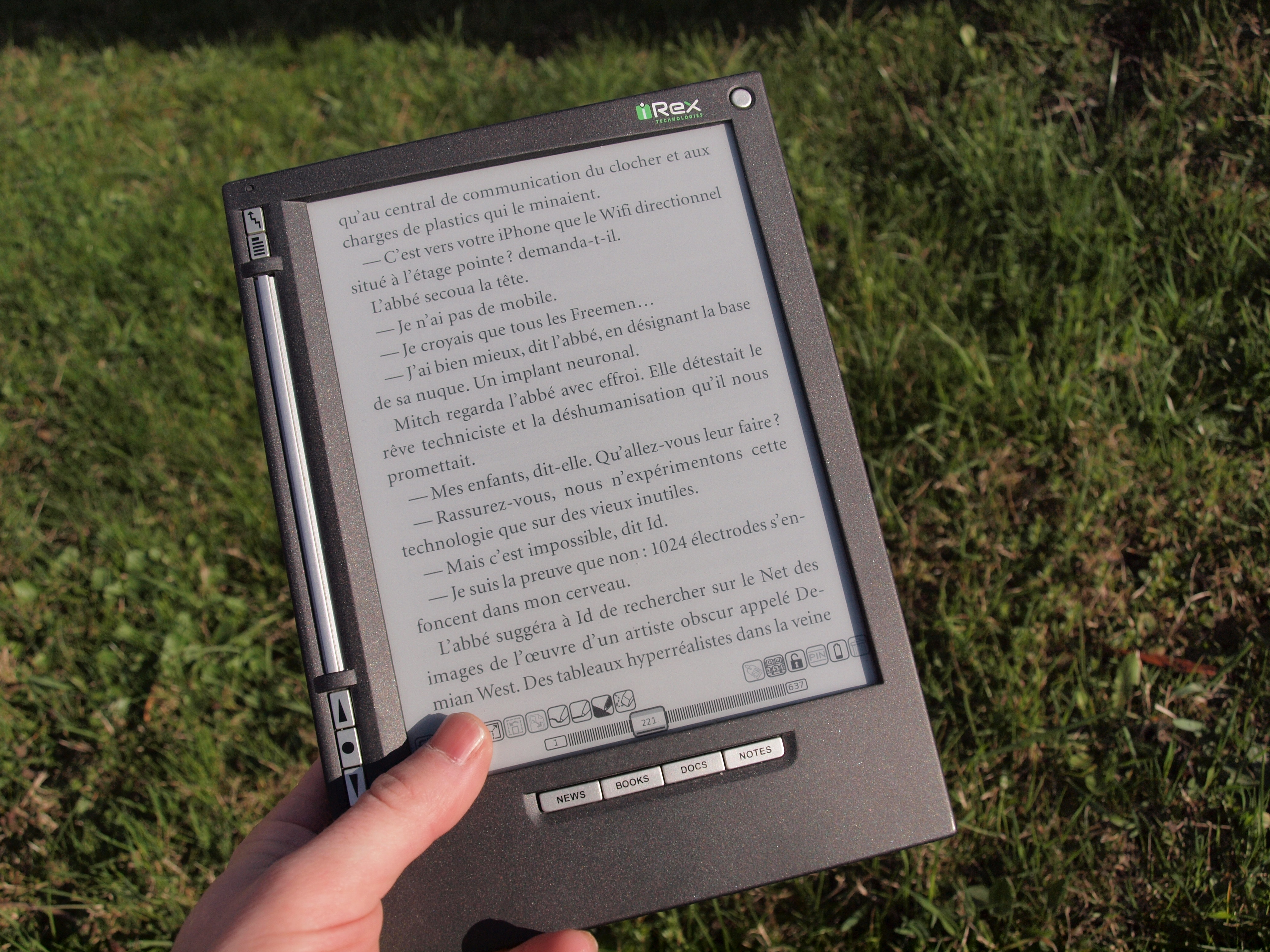
E-Book-Reader mit E-Paper-Display